# Media365
Media365 ou Groupe Sporever est un groupe de production et d'édition pluri-médias. Créé en 2000 par  Patrick Chêne, ancien journaliste de France Télévisions, et Jacques-Henri Eyraud, il regroupe fin 2009 ses activités de production et d'édition sous le nom Media365.

## Édition et Nouveaux Médias
Media365 édite notamment les sites d'information sportive football365.fr, rugby365.fr et sport365.fr acquis en 2001 auprès du groupe anglais 365corp (anciennement C-Foot), le portail du football africain footafrica365.fr, le site d'actualité des transferts mercato365.com et le site masculin tendance et lifestyle[Quoi ?] HallOfMen.fr. En octobre 2003 le groupe devient propriétaire de l'hebdomadaire But ! spécialisé dans le football.
Il acquiert les droits de diffusion des buts du championnat anglais sur internet et créé Ainsi footanglais365.com, racheté à footanglais.com. 
Le Groupe Sporever est également présent dans la production mobile. En 2010, il se lance dans les paris sportifs.
En octobre 2016, Jacques-Henri Eyraud, directeur général délégué, quitte ses fonctions pour se consacrer à la présidence de l’Olympique de Marseille.

## Télévision et production audiovisuelle
En juillet 2003, le Groupe Sporever est choisi avec le groupe Contact pour reprendre la radio Sport O'FM, une nouvelle formule de la radio est lancée début 2004 mélangeant beaucoup de sport, avec des flashs d'information tous les quarts d'heure et des rubriques, et un peu de musique pop rock.
En 2007, le Groupe Sporever se lance dans le domaine de la TV sur IP avec Orange sport qui acquiert un lot relatif aux droits de la Ligue 1, et produit notamment l'intégralité de la chaîne Orange Sport Info.
Le 15 mars 2010, il annonce l'acquisition de Bouyaka, une société de production dirigée par Bertrand Amar et François Duroux.
Le 18 septembre 2012, Média 365 a lancé sa propre chaîne d’information sportive, Sport365, diffusée en HD sur les bouquets Orange, Free, Canalsat, Numericable et SFR.
La chaîne Sport365 arrête sa diffusion chez tous les opérateurs le 31 juillet 2017.
En mai 2015, Reworld Media réalise l'acquisition de Sporever.
Media365 édite la chaîne Sport en France depuis le 28 mai 2019 et est aujourd'hui dirigé par Guillaume Sampic.